# ۱۵۰ (عدد)
۱۵۰(صد و پنجاه) یک عدد طبیعی است که بعد از ۱۴۹ و قبل از ۱۵۱ قرار دارد. 150 12 تا شمارنده دارد.
150 عددی زوج است و بر 2و3و5و50و75و6 بخش پذیر است